# Jérôme Eugène Coggia
| Odkryte planetoidy: 5 | Odkryte planetoidy: 5 |
| --------------------- | --------------------- |
| (96) Aegle            | 17 lutego 1868        |
| (187) Lamberta        | 11 kwietnia 1878      |
| (193) Ambrosia        | 28 lutego 1879        |
| (217) Eudora          | 30 sierpnia 1880      |
| (444) Gyptis          | 31 marca 1899         |

Jérôme Eugène Coggia (ur. 18 lutego 1849 w Ajaccio, zm. 15 stycznia 1919) – francuski astronom pochodzący z Korsyki. Od 1 października 1866 do 1 maja 1917 pracował w Observatoire de Marseille położonym w Marsylii na południu Francji. Odkrył 5 planetoid. 22 stycznia 1867 roku odkrył kometę 38P/Stephan-Oterma, jednak uznał ją za mgławicę, pogoda uniemożliwiła określenie natury obiektu. 17 kwietnia 1874 roku odkrył też kometę (C/1874 H1) nazwaną Kometą Coggia. Łącznie odkrył 8 komet. W 1877 roku odkrył galaktykę NGC 6951.